# Sara Sakradžija
Sara Sakradžija (ur. 25 marca 1994) – serbska siatkarka, grająca na pozycji przyjmującej. Od sezonu 2020/2021 występuje we francuskiej drużynie Voléro Le Cannet.

## Sukcesy klubowe
Mistrzostwo Serbii:
- 2016, 2017

Superpuchar Serbii:
- 2016

Puchar Serbii:
- 2017